# 고다마 준
고다마 준(일본어: 児玉 潤, 1997년 9월 8일~)는 일본의 축구 선수이다.

## 구단 경력
그는 2020년 일본 풋볼 리그의 도쿄 무사시노 시티 FC에 입단했다. 2021년부터 2022년까지 후쿠야마 시티 FC에서 뛰었다. 2023년 J3리그의 YSCC 요코하마로 이적했다. 2024년 3월 J1리그의 홋카이도 콘사돌레 삿포로로 이적했다. 2024년후 J2리그에 강등했다.